# 敦煌郡
敦煌郡，一作燉煌郡，中國古郡名，西汉时始置郡。

## 漢代敦煌郡
漢武帝元鼎六年（前111年）分酒泉郡西部置。治所在敦煌縣，屬涼州刺史部。領六縣：龍勒縣、敦煌縣、效穀縣、廣至縣、冥安縣、淵泉縣。其東以籍端水與酒泉郡為界。敦煌為盛大之意，秦末漢初為大月氏所居之地。後月氏為匈奴所逐，敦煌一帶成為匈奴渾邪王領地。漢平帝元始二年（2年），有11200戶，38335人。東漢時轄境與縣目均不變，惟淵泉縣，《後漢書》郡國志作拚泉，拚係淵之壞字。
前涼時曾改敦煌為沙州。北魏置敦煌鎮。隋置瓜州。

## 隋代敦煌郡
隋大業三年改瓜州為燉煌郡。唐武德二年（619年）置瓜州，武德五年改為西沙州，貞觀七年（633年）改為沙州。天寶元年（742年）復改為燉煌郡，乾元元年（758年）復為沙州。